# Gwangbokjeol

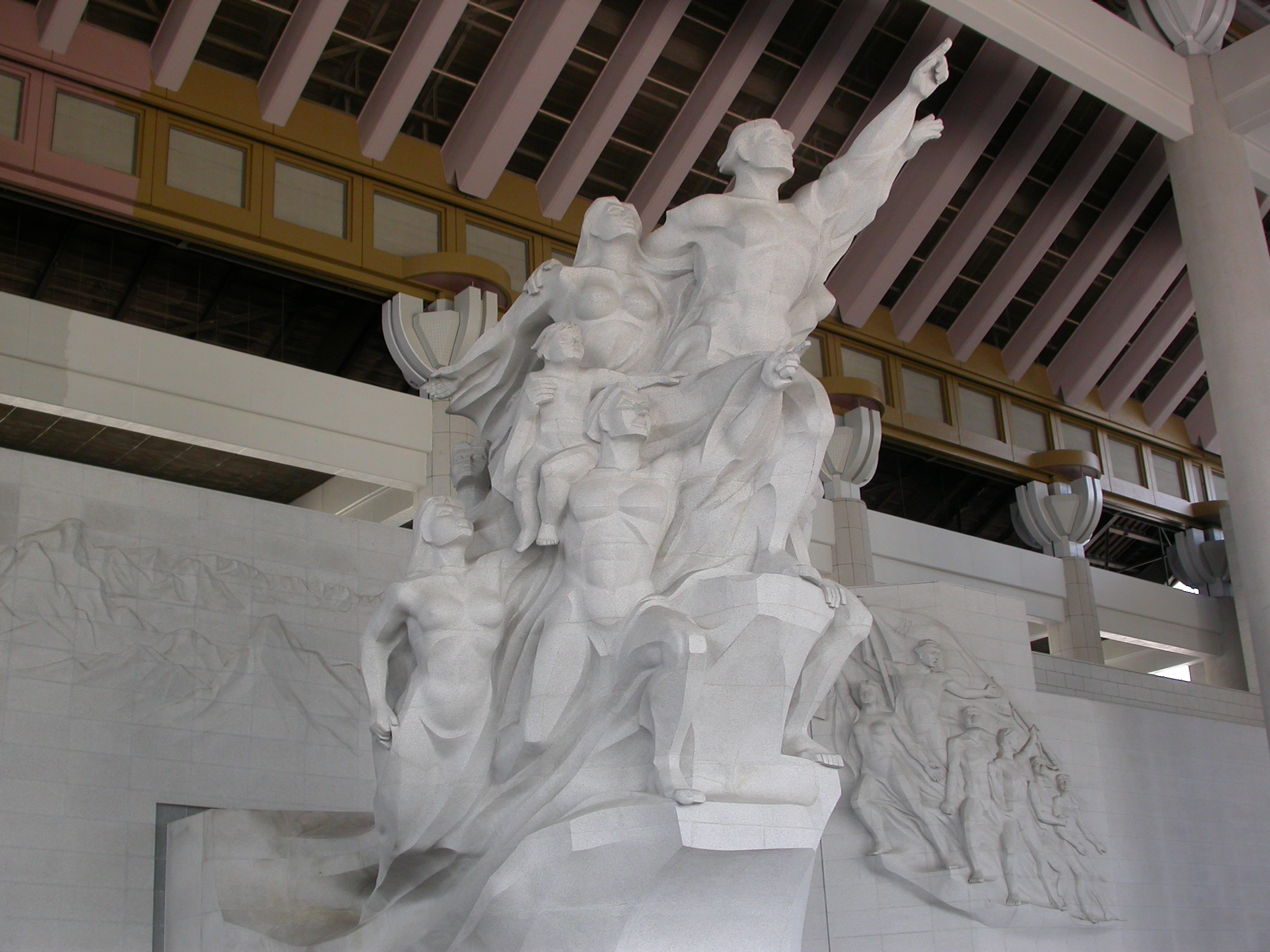
Skulpturgrupp i Självständighetssalen

Gwangbokjeol (광복절) är nationell helgdag i Sydkorea och firas den 15 augusti varje år sedan 1950. Dagen firas till minne av den japanska kapitulationen till de allierade under det andra världskriget vilket skedde den 15 augusti 1945 och gav Korea självständighet.
Den ledande aktivisten efter Koreahalvöns befriande var Kim Gu (김구) som var president mellan 1940 och 1948 för Republiken Koreas provisoriska regering (대한민국 임시 정부). Han argumenterade för Koreas självständighet till världens ledare som under den här tiden tog Japans kolonisering av regionen för givet.
Under den senare delen av 1990-talet hölls fler evenemang än vanligt på Gwangbokjeol på grund av Asienkrisen. Eftersom den ekonomiska situationen var så dålig fick landet en bailout från den Internationella valutafonden. Dessa extra evenemang organiserades för att påminna människor om deras förfäder som övervann svåra tider under Japans ockupation utan att förlora hoppet.
På den här dagen går många människor till Självständighetssalen (독립기념관), ett historiskt museum i Cheonan som hedrar aktivisterna som slogs för landets självständighet. Precis som under helgdagarna Samiljeol (삼일절) och Hyeonchungil (현충일) är det vanligt att folk uppvisar Sydkoreas flagga (태극기) den här dagen.
Namnet "Gwang-bok-jeol" (광복절) är skapat av kinesiska tecken. 光 (광) betyder "ljus", 復 (복) betyder "återkomst" och 節 (절) betyder "dag", dvs. ungefär "dagen då ljuset återvände".